# Albizia buntingii
Albizia buntingii là một loài rau đậu thuộc họ Fabaceae.
Loài này chỉ có ở Venezuela.